# 2MASS J14401622+0026390
2MASS J14401622+0026390 ist etwa 300 Lichtjahre von der Erde entfernter Brauner Zwerg im Sternbild Jungfrau. Er wurde 2002 von Suzanne L. Hawley et al. entdeckt. Er gehört der Spektralklasse L3 an.